# Tidevand
Tidevand er den regelmæssige stigning og fald i havets overflade, som er forårsaget af Jordens rotation i månens (primært) og solens (sekundært) tyngdefelter, også kaldet tidevandskræfter.
Stigende tidevand betegnes flod, faldende tidevand betegnes ebbe. Ved fuldmåne og nymåne forstærker effekterne fra månen og solen hinanden, og der kommer en specielt kraftig flod, der kaldes springflod. Hvis der samtidig er kraftig vind, forstærkes floden, så der fås stormflod.
Tidevand kan i Danmark især opleves i Vadehavet ved Jyllands sydlige vestkyst. Tidenvandet omkring Den Engelske Kanal har noget af den højeste tidevandsamplitude i verden.
Forklaringen på, at der er to tidevandsbølger i døgnet, er, at den effektive kraft, man vil opleve et givet punkt på jorden, er en sum af både et tyngdefelt (fra både jorden og månen) og en (modsatrettet) centrifugalkraft fra jordens og månens indbyrdes rotation. Bevæger man sig fra centrum af jorden imod månen (eller solen) øges tyngdekraften fra denne, mens den modsatrettede centrifugalkraft mindskes. Det giver et øget træk imod månen. Hvis man derimod bevæger sig væk fra månen, mindskes tyngdekraften og centrifugalkraften øges. Dette vil effektivt få oceanerne til at bevæge sig imod de to punkter på jordoverfladen, der er hhv. længst fra og tættest på månen.

## Springflod
Springflod er en kraftig tidevandsflod, hvilket betyder at højvandet er højere end normalt, men også at lavvandet er lavere end normalt. Den indtræffer ved fuldmåne og ved nymåne, når månens og solens indflydelse forstærker hinanden. Springflod ved fuldmåne befinder solen og månen på hver sin side af jorden og trækker hver vandet ud til flodzonerne. Springflod ved nymåne fremkommer når solen og månen trækker til samme side på én gang.

## Nipflod
Nipflod er en svag tidevandsflod. Det forekommer hver 14. dag ved halvmåne (altså i første og sidste kvarter af månefaserne), hvor solens og månens bølger modvirker hinanden og flodbølgen bliver derfor lavere end normalt. Samtidig er ebbevandet tilsvarende højere. Ved nipfloden er der altså mindre forskel på høj- og lavvande end normalt.

## Større planeter, større kræfter
I Solsystemets større planeter med deres måner udviser tidevandskræfterne helt andre effekter, end hvad der kan observeres i Jord-Måne systemet. Ved den forenede påvirkning fra Jupiter og månerne Europa og Ganymedes, sker der eksempelvis en voldsom deformation af Jupiters måne Io (måske så meget som 100 m) og det forårsager en kraftig varmeudvikling i månen. Derfor er Ios overflade præget af utallige vulkanudbrud. Tilsvarende er isen på Europa muligvis smeltet under den frosne overflade og der kan gemme sig et enormt ocean i dens indre. Saturns måne Enceladus antages også at have flydende vand under isoverfladen, holdt flydende af tidevandskræfterne. Der er som indikation observeret geysere på Enceladus overflade.